# Ganzkow (Brunn)

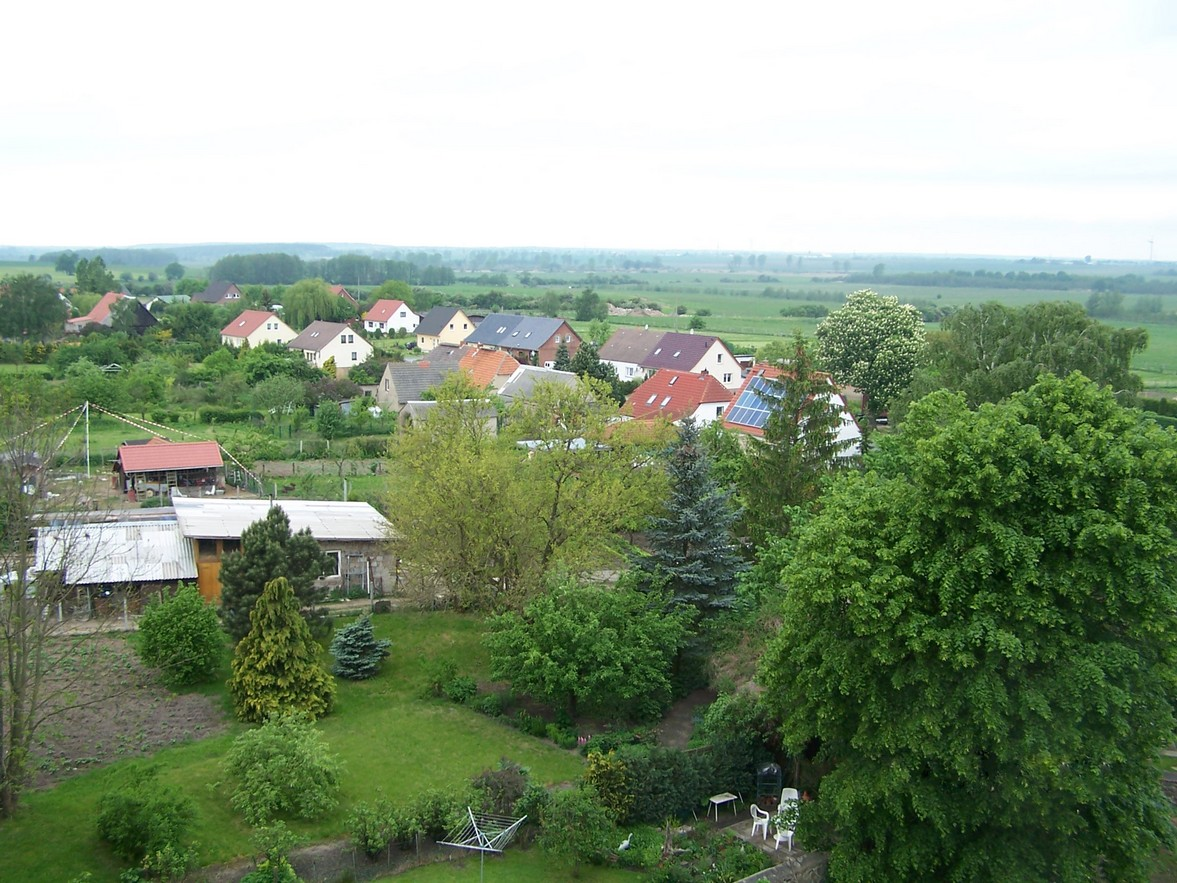
Blick vom Kirchturm

Ganzkow ist ein Ortsteil der Gemeinde Brunn im Landkreis Mecklenburgische Seenplatte in Mecklenburg-Vorpommern (Deutschland). Im Jahr 2016 hatte der Ortsteil 228 Einwohner.

## Geografie
Der Ort Ganzkow liegt ca. 15 Kilometer nördlich von Neubrandenburg, zwischen den Orten Neddemin, Brunn und Rossow. Nördlich an Ganzkow grenzt der Kleine Landgraben.

## Geschichte
Funde in und um Ganzkow belegen Siedlungen bereits zur Spätlatènte / Frührömischen Kaiserzeit. Die Besiedlung von Ganzkow ist wohl auf slawischen Ursprung zurückzuführen. Der Name Ganzkow kann von „Ort, wo es Gänse gibt“ oder von einer Person „Ort des Gasik“ abgeleitet sein.
| Jahr           | Ereignis |
| -------------- | --- |
| 1415           | Ganzkow wird als „Gantzkow“ urkundlich ersterwähnt. (Urkundliche Bezeugung des Heinrich Staffelt zu Gantzkow). |
| um 1507        | Güter aus Ganzkow werden durch die Herzöge Balthasar und Heinrich V. aus dem mecklenburgischen Fürstenhaus Klaus von der Lühe belehnt. |
| vor 1518       | das ganze Gut gehört wieder den Staffelts (Urban Staffelt). |
| 1666           | dem Obristleutnant Joachim Friedrich von Barner werden rückständige und zukünftig fällige Pacht durch Herzog Gustav Adolf verkauft. |
| 1668           | das gesamte Gut wird auf zehn Jahre an die Familie Barner für 10.400 Gulden verpfändet. Die Staffelts sind bankrott oder wie Oberkirchenrat Georg Krüger in Kunst- und Geschichts-Denkmäler des Freistaates Mecklenburg-Strelitz schrieb: „Die Staffelt waren in Vermögensfall geraten …“ |
| 1679           | Hexenprozess gegen vier Frauen aus Ganzkow (Triene Dobberan, Hippolita Saß, Triene Görries und Anna Beckmann). Sie wurden verurteilt und auf dem Scheiterhaufen verbrannt. |
| 1688           | die Barner werden bis 1794 Herren des Rittergutes Ganzkow. Ein Denkmal auf dem Friedhof erinnert an die Familie Barner. Der Obristleutnant Joachim Friedrich von Barner erbaute Anfang des 18. Jahrhunderts das barocke Gutshaus in Ganzkow.                                              |
| 1701           | in Folge des Hamburger Vergleichs gehört Ganzkow zum (Teil-)Herzogtum (ab 1815: (Teil-)Großherzogtum; ab 1918: Freistaat) Mecklenburg-Strelitz |
| 1758           | erste Landkarte von Ganzkow |
| 1794           | das Gut wurde vom Hauptmann Christof Ernst von Barner einschließlich des gesamten Inventars für 112.000 Reichstaler an den Kammerherrn Adam Ernst von Voß verkauft. |
| 1829           | August Michael (ab 1844: von Michael) ist neuer Gutsbesitzer. |
| 1877           | Ganzkow bekommt eine Schule |
| 1914–1918      | Erster Weltkrieg: Ganzkow beklagt acht Kriegsgefallene. Eine Tafel mit den Namen in der Dorfkirche soll an die Gefallenen erinnern. Die Inschrift: „Ihrem Fahneneid getreu starben für Kaiser, Fürst und Vaterland im Weltkriege den Heldentod …“                                         |
| 1922           | dauerte der erste Landarbeiterstreik 27 Tage, auch in Ganzkow. |
| 1934           | Wiedervereinigung der beiden mecklenburgischen Freistaaten; Ganzkow gehört nun zu Mecklenburg (vorher (Teil-)Herzogtum/(Teil-)Großherzogtum/Freistaat Mecklenburg-Strelitz; ritterschaftliches Amt Stargard)                                                                              |
| 1939–1945      | Zweiter Weltkrieg: die ersten polnischen Kriegsgefangene werden nach Ganzkow gebracht. 1940 folgten dann die ersten sowjetischen Kriegsgefangenen. |
| 25. April 1945 | der Ort wird durch die Rote Armee eingenommen. |
| 1946           | Durchführung der Bodenreform („Junkerland in Bauernhand“) |
| 1946           | Einrichtung der Freiwilligen Feuerwehr Granzkow; Ausrüstung mit einer Handdruckspritze |
| 1952           | Gebietsreform in der DDR: Ganzkow gehört nun zum Bezirk Neubrandenburg, Kreis Neubrandenburg-Land |
| 18. Juni 1956  | Gründung der LPG „Freies Leben“ (Typ I) |
| 1960           | Gründung des ersten Dorfklub; ab 1965 - 2 Kabarettgruppen, 1 Schneiderzirkel, 1 Zirkel für angewandte Technik (basteln) und 1 Rezitatorengruppe; 1 Gesangsgruppe in Verbindung mit Brunn                                                                                                  |
| 1961           | Bau des Feuerwehrhauses |
| 18. Juni 1966  | Einweihung des Denkmals „VOM ICH ZUM WIR“ |
| 1. Januar 1967 | Zusammenschluss zur LPG Typ III |
| 1. August 1969 | die LPG Monkeshof-Ihlenfeld, Neuenkirchen, Dahlen, Ganzkow, Roggenhagen und Brunn schließen sich zu der LPG „Neuland“ Brunn zusammen |
| 11. Juli 2001  | Gründung des Heimatvereins Ganzkow e. V. |
| 2002           | Fertigstellung des Anschluss Neubrandenburg-Nord (zwischen Ganzkow und Brunn) der Bundesautobahn 20; der neue Autobahnzubringer (L 28) umgeht Ganzkow |

## Sehenswürdigkeiten
- Dorfkirche Ganzkow: Gotischer Feldsteinquaderbau aus dem Anfang des 14. Jahrhunderts mit flachgedecktem Kirchenschiff und stattlichem Turmaufsatz in Fachwerk mit 8-eckigem Oberteil und geschwungener Haube mit einer Spitze sowie einer Familiengruft.
- Gutshaus Ganzkow: Klassizistischer, eingeschossiger, 11-achsiger, verputzter Fachwerkbau von um 1800 mit Mansarddach und dem Mittelrisalit von um 1820 sowie zwei quadr. Flügelbauten; Gutzbesitz der Familien von Barner (ab 1688), von Voß (ab 1794) und dem später nobilitierten August Georg Carl (von) Michael (ab 1829) und seinen Nachfahren.[2] Das Lehngut wurde ein Familienfideikommiss und hatte Ende der 1920er Jahre einen Umfang von 993 ha Land.[3] Seit 1990 wurde das architektonisch bemerkenswerte barocke Herrenhaus mehrfach weiterverkauft und befindet sich als Spekulationsobjekt im Verfall.[4]

Sehenswürdigkeiten
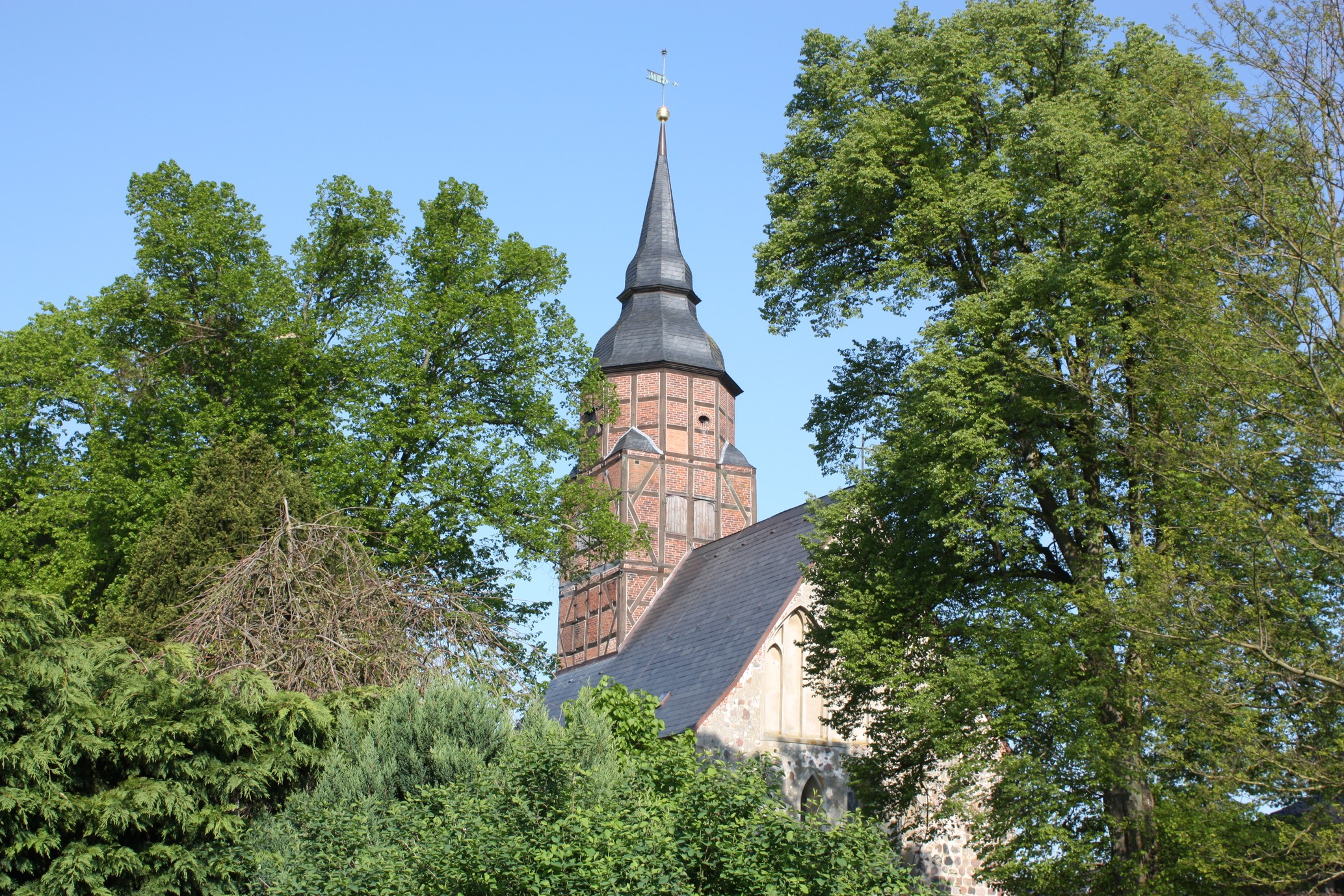
Dorfkirche
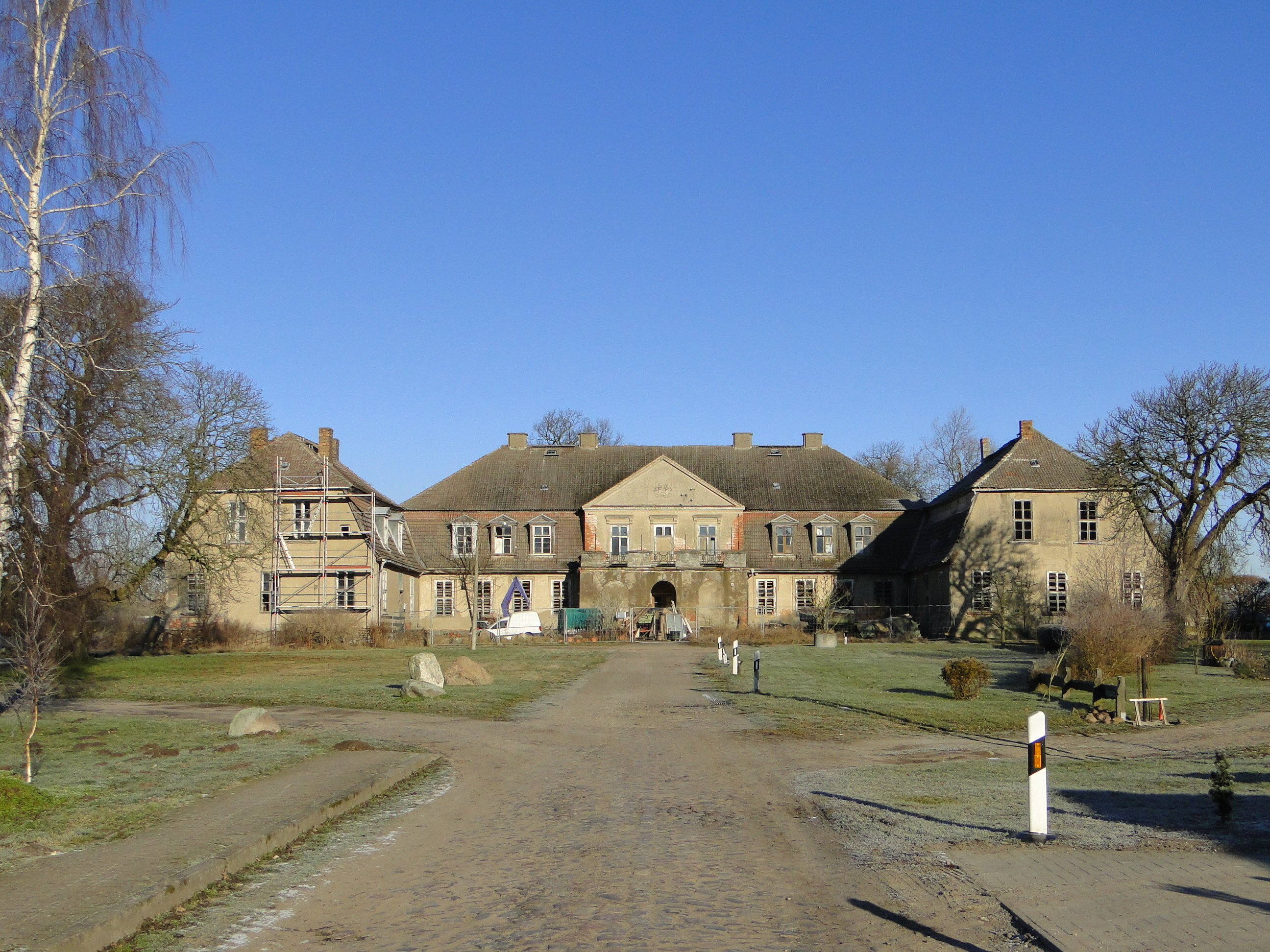
Gutshaus
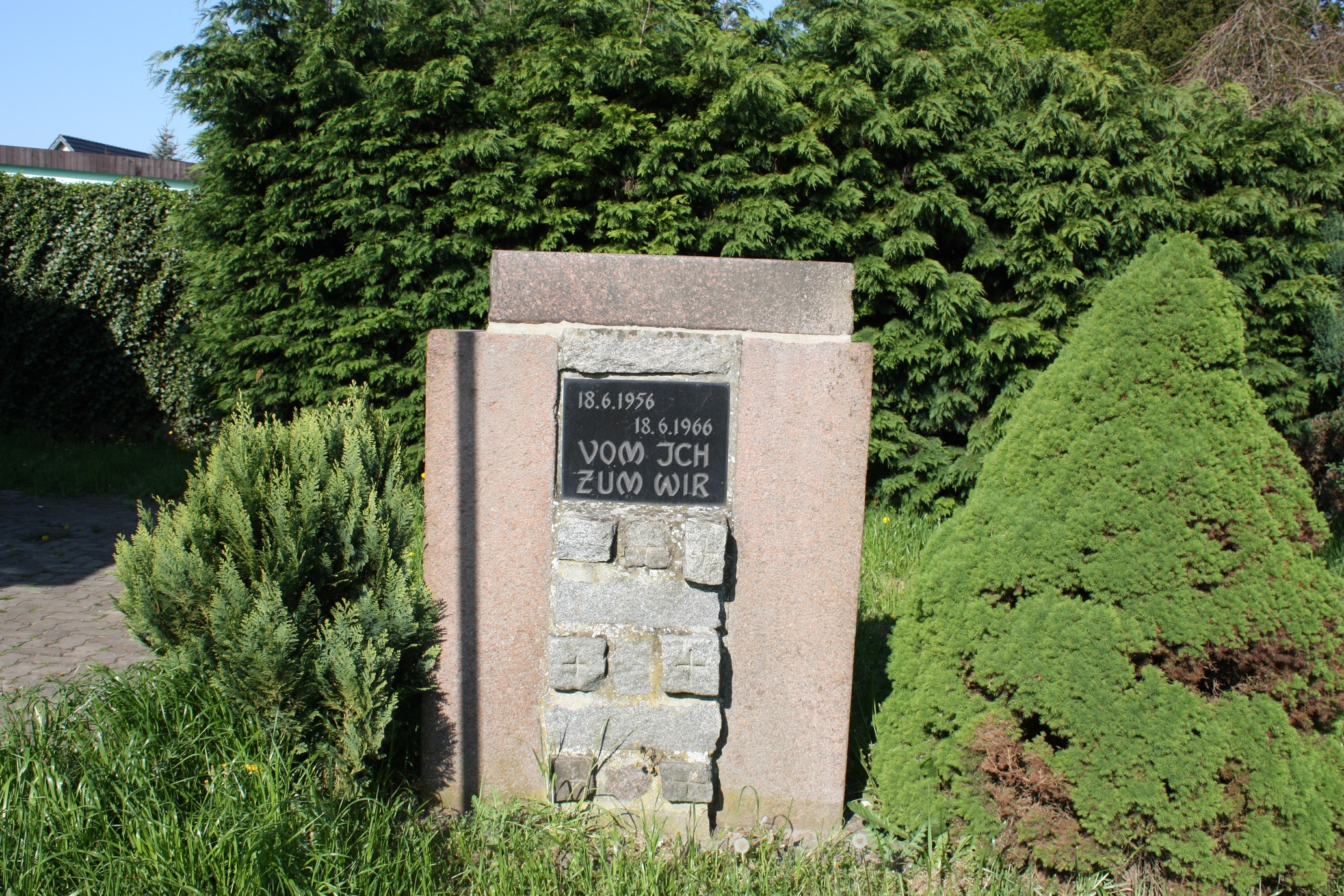
Gedenkstein „Vom Ich zum Wir“
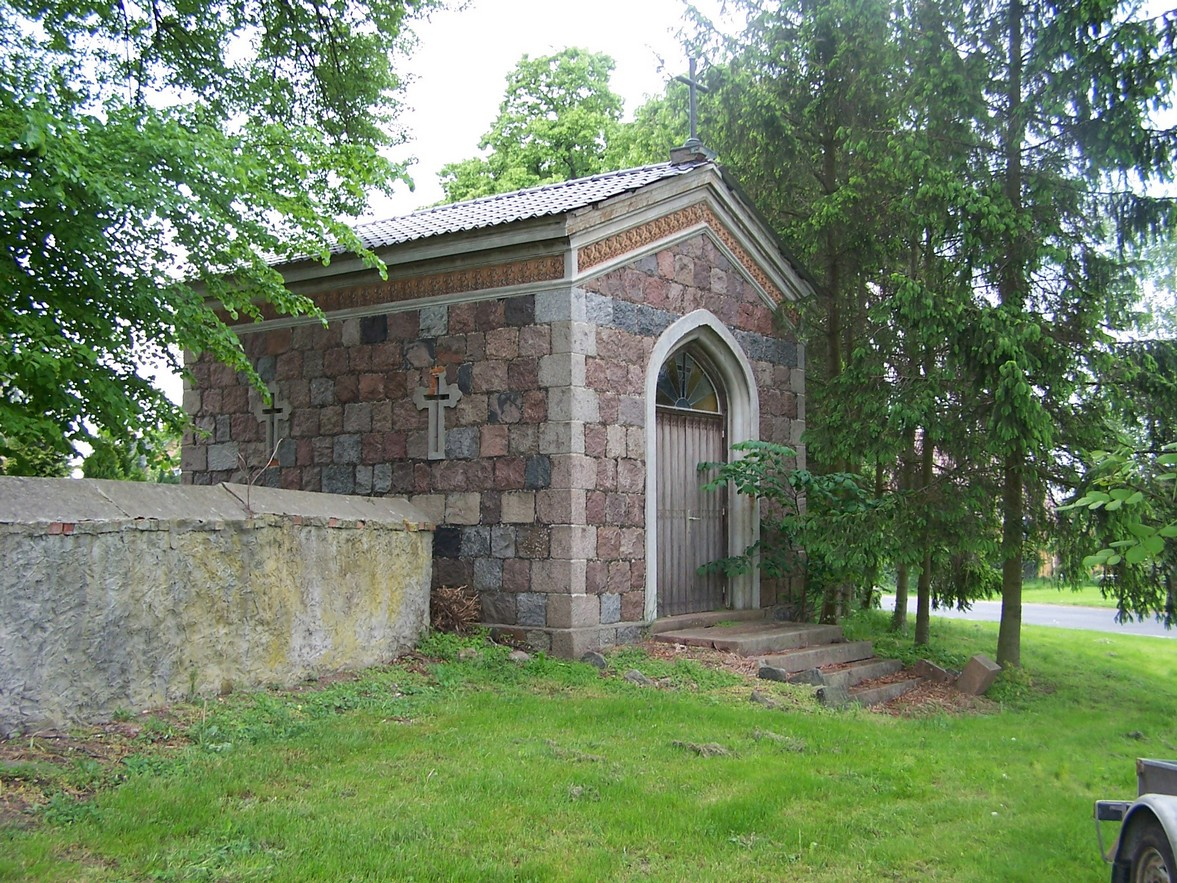
Familiengruft

## Vereine
- Heimatverein Ganzkow e.V.

## Verkehrsanbindung
Ganzkow liegt an der Bundesautobahn 20, Anschlussstelle Neubrandenburg-Nord (31). Der Autobahnzubringer (L 28), welcher Ganzkow umgeht, führt nach Neddemin zur Bundesstraße 96.
Der Flughafen Neubrandenburg befindet sich südlich von Ganzkow in Trollenhagen.
Der nächste Bahnhof an der Bahnstrecke Neubrandenburg–Stralsund befindet sich in Altentreptow. Der Bahnhof Neddemin ist nicht mehr in Betrieb.

## Persönlichkeiten
- Wilhelm Runge (1805–1863), Mediziner, Auswanderer nach Texas